# Ilha de Mona
A Ilha de Mona é uma ilha que se localiza no canal de mesmo nome, Canal de Mona, entre Porto Rico (a leste) e a ilha de São Domingos (a oeste). Fica mais perto da República Dominicana do que de Porto Rico.
É desabitada e pertence ao município autónomo de Mayagüez. Mona, juntamente com o ilhéu Monito, constitui uma reserva natural gerida pelo Departamento de Recursos Naturais e Ambientais de Porto Rico.

## História
Supõe-se que Mona terá originalmente sido povoada pelos Aruaques que chegaram da ilha de São Domingos. Escavações arqueológicas na década de 1980 descobriram muitos objetos pré-colombianos na ilha que apoiam esta teoria. Há ferramentas de pedra datadas de 3 000 a.C. Muito depois a ilha foi colonizada pelos Taínos, e assim foi até à chegada dos espanhóis no final do século XV.
Cristóvão Colombo foi o primeiro europeu a chegar à ilha, em 24 de setembro de 1494, reclamando-a para Espanha. Em 1502, Frei Nicolás de Ovando foi enviado para esta ilha para vigiar, de posição segura, as revoltas nativas na ilha de São Domingos. Com 2 000 colonizadores, Ovando foi encarregado de criar uma comunidade permanente na ilha, mas a pequena área da mesma e a localização desfavorável vieram a provar ser desadequadas para tão grande povoação, com crónicas faltas de abastecimento pelos navios que ligavam a ilha de São Domingos a Porto Rico.
Estas dificuldades estenderam-se do século XVI até meados do século XIX, período em que a ilha foi perdendo habitantes ou foi apenas esporadicamente habitada. Foi refúgio de piratas e marinheiros, incluindo o famoso Capitão Kidd, que aí se escondeu em 1699.
Com o Tratado de Paris de 1898, a ilha, tal como o resto de Porto Rico, foi entregue pela Espanha aos Estados Unidos.

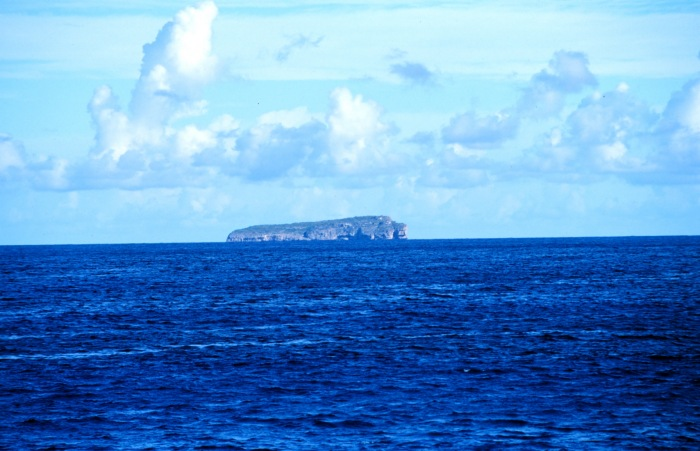
O ilhéu de Monito, perto da ilha de Mona